# A Chipmunk Christmas
A Chipmunk Christmas è uno speciale natalizio animato, basato sui personaggi di Alvin and the Chipmunks.
Prodotto da Bagdasarian Productions in associazione con Chuck Jones Enterprises, andò in onda per la prima volta sulla NBC il 14 dicembre 1981.

## Trama
Lo speciale inizia con un medico che visita la famiglia di un ragazzo malato di nome Tommy. Ammette che le possibilità che Tommy guarisca prima di Natale sono scarse. Nel frattempo, i Chipmunks hanno una sessione di registrazione. Alvin non è molto contento di dover lavorare a Natale, ma dopo che Dave gli dice che può suonare la sua preziosa armonica Golden Echo, suggerisce che Dave possa preparare tutto in studio mentre lui e i suoi fratelli vanno a fare shopping alle vetrine. Dave accetta e dice loro di non arrivare in ritardo. Al negozio di musica, Alvin vede un'altra armonica Golden Echo e dice alla sua che è la migliore armonica del mondo. In quel momento, la madre e la sorella di Tommy arrivano al negozio e sente per caso la sorella di Tommy dire alla madre che se Tommy avesse l'armonica Golden Echo, si sentirebbe meglio. Alvin si sente male per la malattia di Tommy, così tanto che durante la sessione di registrazione non riesce a cantare in sintonia con gli altri. Dave concede una pausa ai Chipmunks, così Alvin va a casa di Tommy e gli regala la sua (di Alvin) armonica, tornando giusto in tempo per concludere la sessione.
Più tardi, mentre i Chipmunks stanno decorando l'albero, Simon e Theodore si congratulano con Alvin per quello che ha fatto, e Alvin dice a Simon e Theodore che non possono dire a Dave dell'armonica, dato che Dave l'ha data ad Alvin molto tempo fa, e Alvin è preoccupato. che i sentimenti di Dave sarebbero rimasti feriti se avesse saputo cosa era successo. Alvin ha intenzione di risparmiare i soldi e comprare una nuova armonica dopo Natale, ma quando Dave riceve una telefonata dalla Carnegie Hall che vuole che Alvin suoni la sua armonica alla vigilia di Natale, Alvin è costretto a fare un piano per ottenere abbastanza soldi per una nuova armonica. 
I Chipmunks raccolgono tutti i cani del quartiere e allestiscono una cabina fotografica, dove i bambini possono farsi fotografare con Babbo Natale. Sfortunatamente, la presenza di un gatto rovina il tutto e attira l'attenzione di Dave. Poiché Simon e Theodore non sono in grado di dirgli la verità, Dave scambia le azioni di Alvin per avidità e lo manda nella sua stanza. Ciò porta a una sequenza di sogno che coinvolge Clyde Crashcup, che dice di aver inventato il Natale e Babbo Natale (Abraham Lincoln su una slitta composta da una zucca scavata trainata da quattro elefanti). Alvin gli dice che ha bisogno di soldi, e quando Dave viene a controllarlo, sta dicendo "soldi" nel sonno, costringendolo ad arrendersi.
La vigilia di Natale, due ore prima del concerto, Simon e Theodore danno ad Alvin i soldi che hanno risparmiato e gli augurano buona fortuna per l'acquisto dell'armonica. Quando viene chiesto loro dove si trovi Alvin, rispondono che in questo momento non c'è. Fortunatamente, proprio mentre Dave si lamenta, riceve una telefonata dalla madre di Tommy, che gli racconta dell'armonica di Alvin e dei miracoli che ha fatto per Tommy. Al negozio di musica, Alvin è depresso, perché non ha ancora abbastanza soldi per una nuova armonica. Proprio in quel momento, appare una strana vecchia che gliela compra, chiedendo in cambio solo una canzone, ma scomparendo alla fine. Dave, Simon e Theodore arrivano e Dave si scusa con Alvin per aver scambiato le sue azioni per avidità e gli dice che hanno una sorpresa per lui. Al concerto, Alvin scopre che Tommy si è completamente ripreso e si unisce ai Chipmunks sul palco. Alla fine, Babbo Natale vola sopra la città (mentre i Chipmunks cantano "We Wish You a Merry Christmas" in sottofondo), prima di tornare al Polo Nord, dove viene accolto dalla moglie , che non è altri che la stessa vecchietta che ha comprato l'armonica ad Alvin.

## Doppiaggio
- Ross Bagdasarian Jr. – Alvin, Simon, David Siviglia
- Janice Karman – Theodore, Angela Waterford, Cindy Lou
- Frank Welker – Babbo Natale, Dottore
- Charles Berendt – Clyde Crashcup
- R.J. Williams - Tommy Waterford